# SN 1992bk
SN 1992bk – supernowa typu Ia odkryta 13 listopada 1992 roku w galaktyce E156-G08. Jej maksymalna jasność wynosiła 18,07m.